# Uroctea septempunctata
Uroctea septempunctata är en spindelart som först beskrevs av O. Pickard-Cambridge 1872.  Uroctea septempunctata ingår i släktet Uroctea och familjen Oecobiidae.
Artens utbredningsområde är Israel. Inga underarter finns listade i Catalogue of Life.